# Vladislav Razdelkin
Vladislav Sergeyevich Razdelkin (tiếng Nga: Владислав Сергеевич Разделкин; sinh ngày 13 tháng 4 năm 1998) là một cầu thủ bóng đá người Nga thi đấu cho FC Luki-Energiya Velikiye Luki.

## Sự nghiệp câu lạc bộ
Anh có màn ra mắt tại Giải bóng đá chuyên nghiệp quốc gia Nga cho FC Luki-Energiya Velikiye Luki vào ngày 7 tháng 4 năm 2018 trong trận đấu với F.K. Torpedo Vladimir.